# UFC 72
UFC 72: Victory foi um evento de artes marciais mistas promovido pelo Ultimate Fighting Championship, ocorrido em 16 de junho de 2007 na Odyssey Arena, em Belfast, na Irlanda do Norte. O evento principal foi entre Rich Franklin e Yushin Okami na categoria dos Médios.

## Bônus da Noite
- Luta da Noite:  Clay Guida vs.  Tyson Griffin
- Nocaute da Noite:  Marcus Davis
- Finalização da Noite:  Ed Herman